# Dunderklumpen
Pour plus de détails, voir Fiche technique et Distribution.
Dunderklumpen ou Le Coffret d'or (Dunderklumpen!) est un film suédois de 1974, réalisé par Per Åhlin et mettant en scène des personnages d'animation dans des décors réels.

## Synopsis
La nuit de la Saint Jean, où « le soleil ne se couche pas », un petit personnage animé solitaire nommé Dunderklumpen entre dans la chambre de Jens et de sa petite sœur Camille pour leur voler leurs jouets et s'en faire ses nouveaux amis. Après leur avoir donné vie, il découvre non loin un petit coffret doré, qui renferme sans doute un trésor… Il le prend également puis s'enfuit de la maison. Il cherche alors à échapper à Jens et à son père qui veulent récupérer les jouets.
Ils rencontreront d'autres personnages au cours de leurs aventures, dont un certain Biglouche obsédé par l'argent et qui lorgnera le fameux coffret d'or.

## Fiche technique
- Titre original : Dunderklumpen!
- Titre français : Dunderklumpen

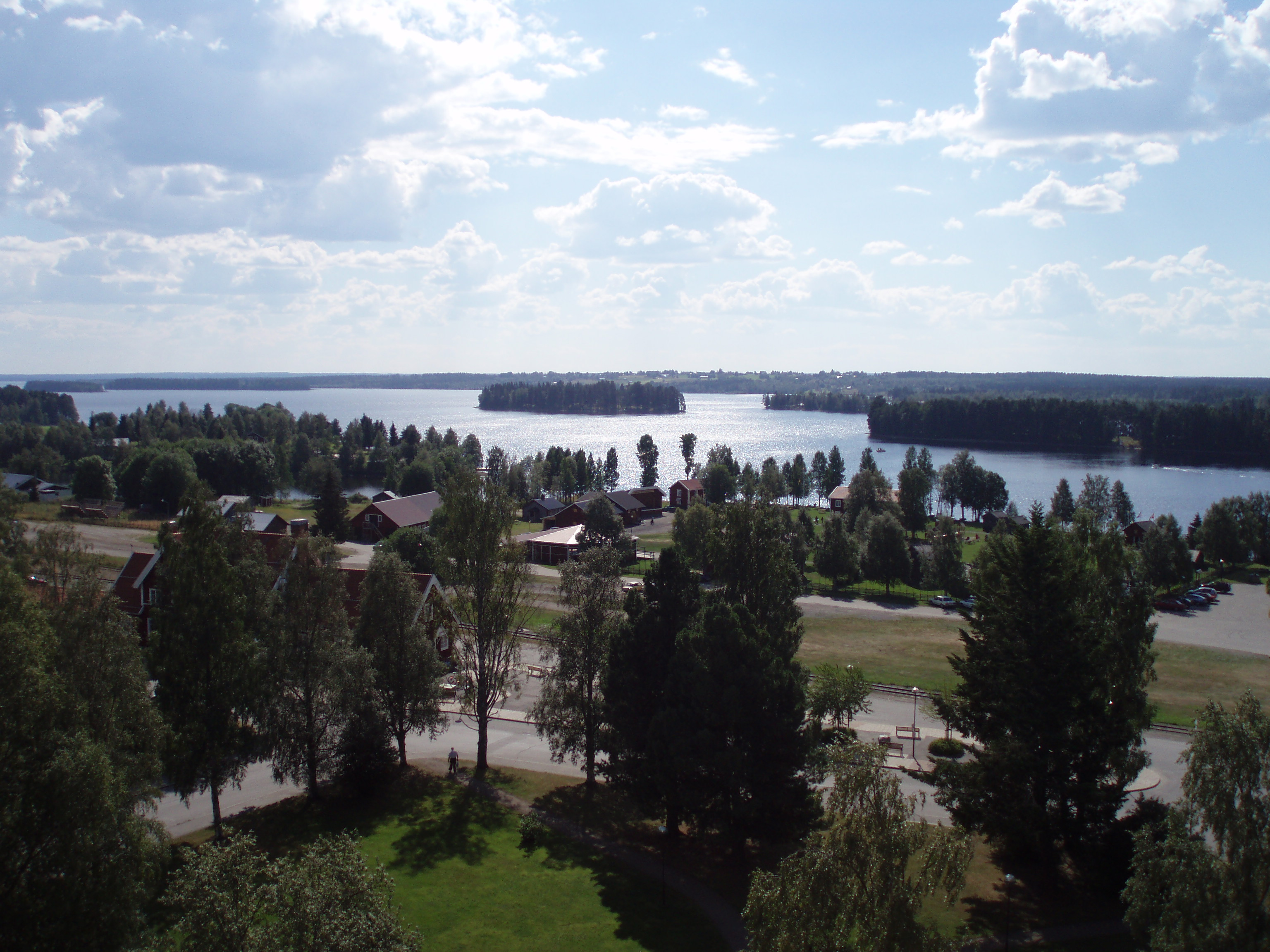
Vue sur le lac Ströms Vattudal depuis Strömsund, où s'est déroulé le tournage.

- Autre titre français : Le Coffret d'or
- Réalisation : Per Åhlin
- Scénario : Beppe Wolgers
- Musique : Toots Thielemans
- Production : Gunnar Karlsson (sv)
- Société de production : GK-Film
- Studio : PennFilm Studio AB (sv)
- Animation : Kjeld Simonsen, Hans Åke Gabrielsson (sv), Birgitta Jansson, Tibor Belay, Ib Steinaa, Per Åhlin
- Pays de production :  Suède
- Langue originale : suédois
- Format : couleur (Eastmancolor) - 1,66:1 - 35 mm - Son mono[1]
- Genre : film pour enfants
- Durée : 97 minutes
- Lieux de tournage des prises de vue réelles : lac Ströms Vattudal (sv), dans la commune de Strömsund, dans la province du Jämtland[2],[3]
- Dates de sortie : 
  - Suède : 26 septembre 1974 (Strömsund), 28 septembre 1974 (Stockholm)[1]
  - France : 9 février 1982 (diffusion télévisée uniquement, sur Antenne 2)[3]

## Distribution
Dans leurs propres rôles : 
- Beppe Wolgers : Le papa
- Jens Wolgers : Jens
- Kerstin Dunér Wolgers (sv) : La maman
- Camilla Wolgers : Camille

### Personnages animés
Liste des acteurs ayant prêté leurs voix aux personnages animés.
- Halvar Björk : Dunderklumpen, Jorm
- Håkan Serner : Pyjapois
- Gösta Ekman : Pantaplouf
- Toots Thielemans : Joillounet
- Lotten Strömstedt (sv) : Papillote
- Stig Grybe : Biglouche
- Sif Ruud : Elvira Fattigan
- Birgitta Andersson : Campanile
- Hans Alfredson : Bébeille
- Bert-Åke Varg (sv) : la maison qui parle
- Beppe Wolgers : la chute d'eau

## Doublage français
Liste des acteurs de doublage pour la version française du film
- Jean-Claude Balard : le narrateur
- Jackie Berger : Jens
- Claude Bertrand : le père de Jens
- Marion Loran : la mère de Jens
- Jacques Ferrière : Dunderklumpen
- Claude Rollet : Pyjapois
- Pierre Trabaud : Pantaplouf
- Jackie Berger : Joillounet
- Séverine Morisot : Papillote
- Philippe Dumat : Biglouche
- Monique Thierry : Campanile
- Patrick Préjean : Bébeille
- Georges Atlas : Jorm
- Alfred Pasquali : la maison qui parle

## Personnages

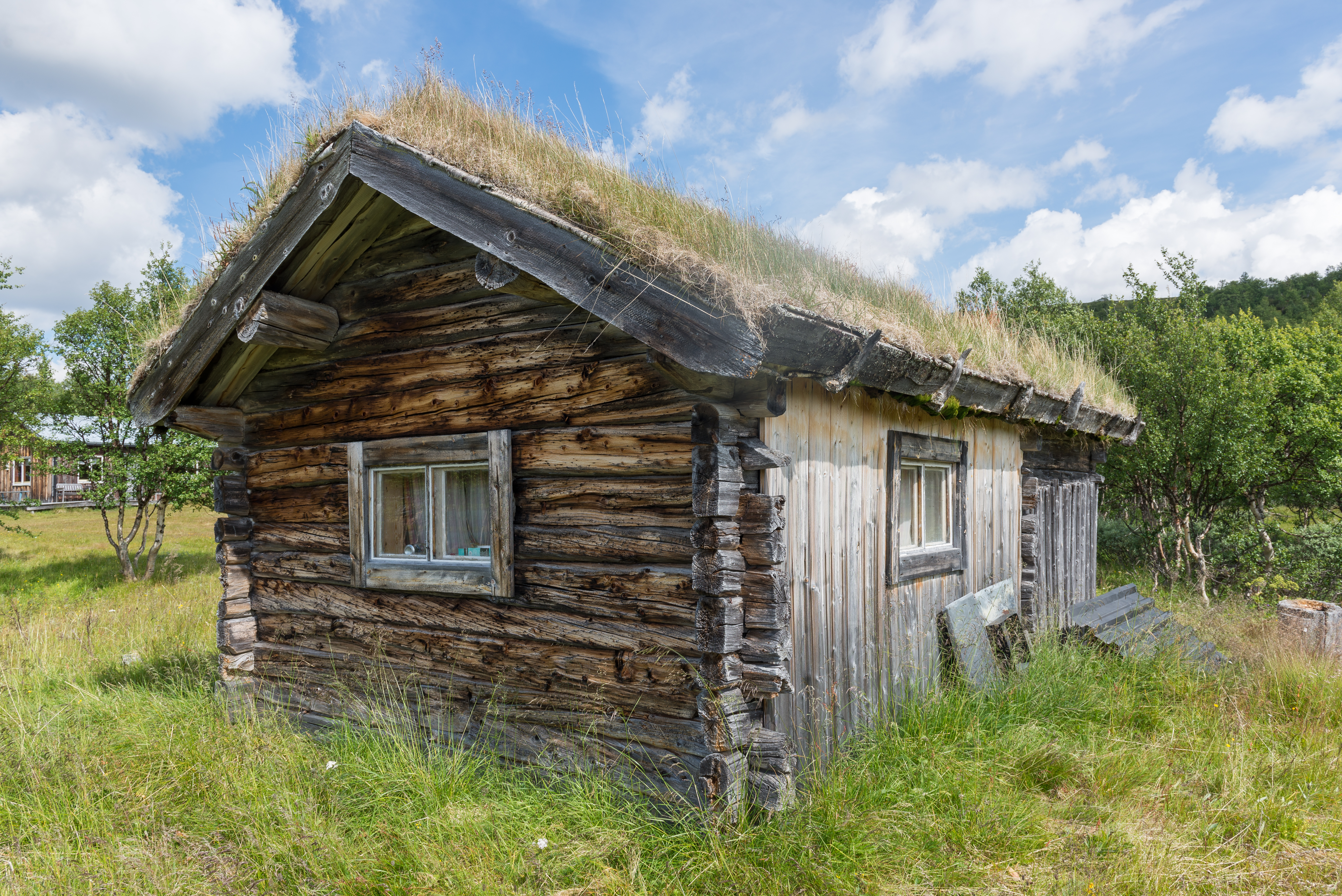
Exemple de maison typique locale dont est inspirée la Maison qui parle.

Le film ne compte que quatre acteurs. Beppe Wolgers, artiste à l'origine du film, y joue le rôle d'un père de famille qui aide son fils à retrouver les jouets qui lui ont été volés. Jens est le petit garçon propriétaire, avec sa sœur, des jouets volés par Dunderklumpen ; sa sœur ainsi que sa mère n'apparaissent que très peu. Ensemble, ils forment la véritable famille de Beppe Wolgers.

### Personnages animés
- Dunderklumpen : le héros, personnage rondouillard et sympathique avec un chapeau de paille. Solitaire, il est en quête d'amitié et donne vie aux jouets de Jens pour en faire ses amis. Il est intrigué par le coffret doré qui se trouve non loin d'eux et décide de l'emmener également.
- Biglouche (En Öga) : le « vilain » grand et fin, habillé de noir. Dunderklumpen et lui semblent se connaître. Il se promène avec sa bicyclette et sa machine à fabriquer des faux billets. Il se montre très intéressé par le coffret d'or que Dunderklumpen transporte et cherche à le lui voler à son tour.
- Bébeille (Hulman) : une abeille équipée comme un avion de l'armée. Il aide le père de Jens dans sa course en survolant la région.
- Elvira Fattigan : une très vieille dame pleine de sagesse et qui apporte une morale à l'histoire.
- Campanile (Blomhåret) : une gentille fée un peu simplette avec ses lunettes rondes et son ombrelle.
- Jorm (Jätten Jorm) : une montagne vivante qui se déplace en chantant au gré des vastes paysages suédois.

Les jouets :
- Joillounet (Pellegnillot) : un gentil ours en peluche avec un harmonica.
- Pantaplouf (En Dum En) : un genre de lapin habillé en marin rayé bleu et blanc. Il n'a pas la langue dans sa poche.
- Pyjapois (Lejonel) : un petit lion en peluche qui s'essaye parfois à la bravoure.
- Papillote (Dockan) : une poupée aux grands yeux, un peu capricieuse.

## Accueil
Le film a rapporté 5 813 000 SEK pour 552 000 entrées, sur le territoire suédois.

## Distinction
Per Åhlin a reçu le prix spécial du jury pour Dunderklumpen! aux Guldbagge Awards de 1975.

## Autour du film

### Diffusions télévisées
Le film a été diffusé en France sur le réseau télévisé hertzien, le 9 février 1982 et le 1er novembre 1984, sous son titre original. Il a aussi été diffusé sur Disney Channel sous le titre Le Coffret d'or.

### Éditions vidéo
La première édition vidéo en France et en langue française est proposée en DVD toutes zones en 2024 chez LCJ Éditions et Productions, sous le titre Dunderklumpen! : Le Coffret d'or.
Le film a bénéficié de quelques éditions en DVD zone 2 en Europe, dont une édition suédoise, sortie en 2006, ainsi qu'une édition danoise en 2022. Enfin, une édition DVD zone 1 nord-américaine est disponible depuis 2008 aux États-Unis et au Canada, uniquement en langue anglaise.
Précédemment, il existait des éditions au format VHS (épuisées) en Suède, en Allemagne (Der zauberhafte Spielzeugdieb) et aux États-Unis (Dunder Klumpen ou Thundering Fatty).